# Harmanli
Harmanli (în bulgară Харманли) este un oraș în Obștina Harmanli, Regiunea Haskovo, Bulgaria.

## Demografie
Componența etnică a orașului Harmanli
     Romi (9,09%)
     Turci (7,59%)
     Bulgari (74,99%)
     Nicio identificare (8,04%)
     Altele (0,26%)
La recensământul din 2011, populația orașului Harmanli era de 18.589 locuitori. Din punct de vedere etnic, majoritatea locuitorilor (74,99%) erau bulgari, existând și minorități de romi (9,09%) și turci (7,59%). Pentru 8,04% din locuitori nu este cunoscută apartenența etnică.